# Diocèse de Tenerife
Ne doit pas être confondu avec Diocèse de San Cristóbal de Las Casas ou Diocèse de San Cristóbal de Venezuela.
Le diocèse de Tenerife ou diocèse de San Cristóbal de La Laguna est l'un des deux diocèses couvrant les  Îles Canaries en Espagne (l'autre étant le diocèse des Canaries). Ayant son siège à la cathédrale de Notre-Dame-de Remèdes de San Cristóbal de La Laguna, c'est un diocèse suffragant de l'archidiocèse de Séville.

## Territoire
Le territoire diocésain couvre que la province de Santa Cruz de Tenerife, c'est-à-dire les îles d'El Hierro, La Palma, La Gomera et Tenerife.

## Histoire

### La christianisation

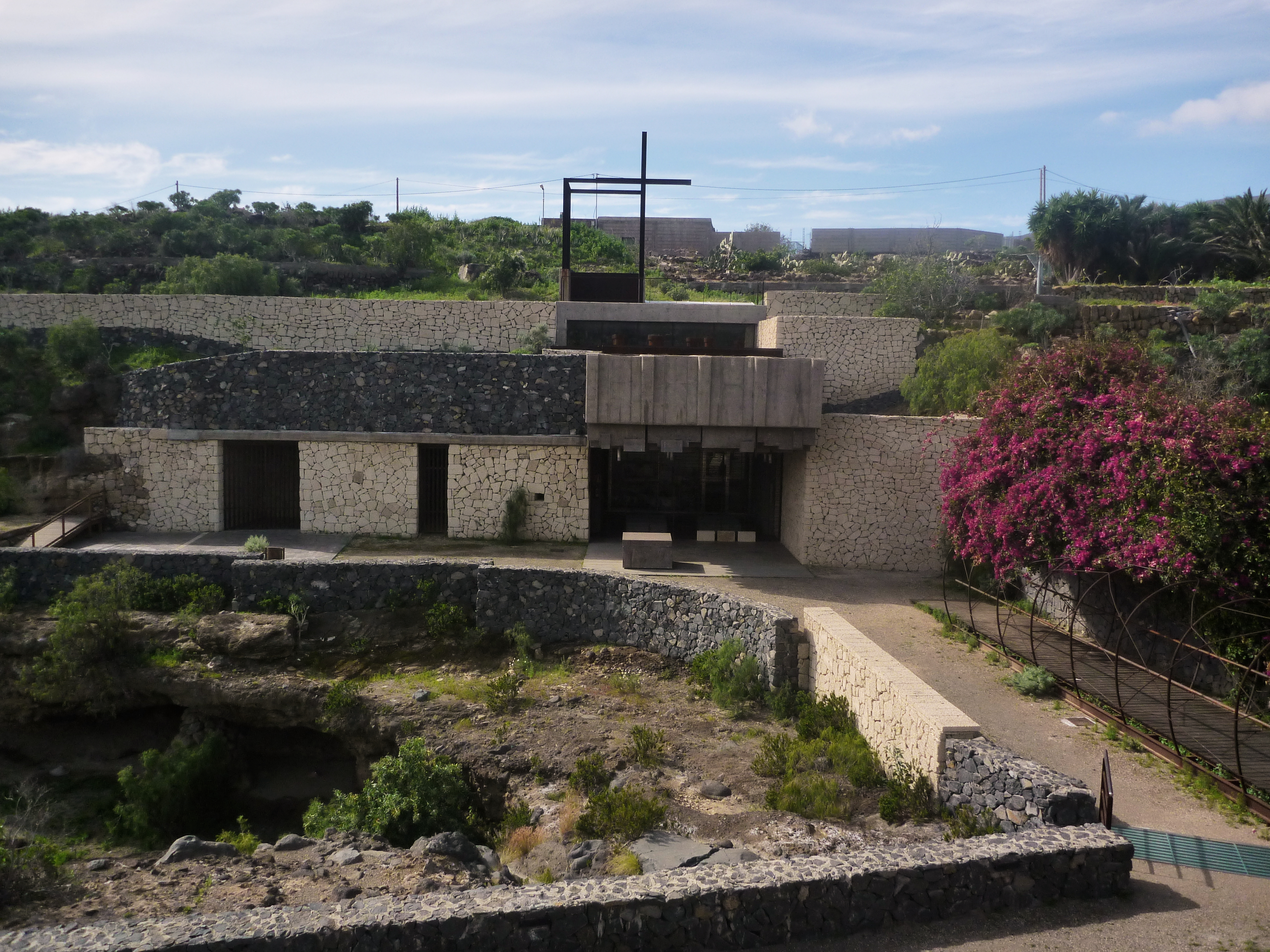
La grotte de Chinguaro à Tenerife était le premier endroit où les Guanches autochtones adoraient la Vierge de Candelaria.

L'arrivée du christianisme dans les îles de l'ouest des Canaries s'est faite, comme dans les îles orientales, avant la conquête finale de l'archipel et son incorporation dans la couronne de Castille qui a eu lieu en 1496 avec la conquête de l'île Tenerife.
Les frères missionnaires normands puis catalans et majorquins (en particulier franciscains et dominicains) se sont installés d'abord dans les îles orientales où l'évêché a été fondé et ont commencé à évangéliser les territoires occupés par les Occidentaux. Ceux-ci ont accompagné les conquistadors dans leur mission d'évangélisation des autochtones Guanches, qui, comme d'autres peuples anciens avaient leur propre religion de type animiste. Le moine et missionnaire Alfonso de Bolaños, surnommé l'« Apôtre de Tenerife », a christianisé pendant environ 30 ans avant la conquête des îles.
La présence d'éléments chrétiens dans les îles de l'ouest des Canaries dans la période avant la conquête est confirmée par la présence dans deux de ces îles d'images mariales qui ont une grande notoriété à travers tout l'archipel : Notre-Dame de Candelaria à Tenerife (patronne des îles Canaries) et Notre-Dame-des-Neiges (patronne de La Palma). Ces images ont été apportées en ces îles par des missionnaires catalans ou mallorquins un siècle avant d'être vénérées par les aborigènes.
Récemment à Tenerife, une croix chrétienne a été retrouvée gravée dans le rocher et orientée vers le soleil, sur un site de Guanche dans la municipalité de Buenavista del Norte. Ce symbole a été trouvé dans un mégalithe utilisé pour les rituels de fécondité et comme calendrier solaire. Cette découverte met en évidence la connaissance des aborigènes du christianisme.

### Après la conquête
La création d'un diocèse à Tenerife s'est faite peu de temps après la conquête des îles Canaries, Alonso Fernández de Lugo (vainqueur de Tenerife) a demandé en 1513 aux Cortes que Tenerife ait un siège diocésain, demandant de déplacer le siège diocésain des îles Canaries de Las Palmas de Gran Canaria à San Cristóbal de La Laguna. Cela ne s'est pas réalisé à ce moment-là.
Alonso Fernández de Lugo avait auparavant essayé de déplacer le siège diocésain. Après la conquête des îles Canaries, Tenerife est rapidement devenue l'île la plus peuplée de l'archipel et San Cristóbal de La Laguna, la ville la plus importante des Canaries. Fernández de Lugo, qui avait reçu le titre de « Primer Adelandado de Canarias  » par les rois d'Espagne voulait élever le rang ecclésiastique de la ville de San Cristóbal de La Laguna, une ville qu'il a fondée et où il a établi sa résidence.
Le transfert de l'évêché à la ville de Las Palmas était récent. Auparavant, il était basé à San Marcial del Rubicón dans le sud de l'île de Lanzarote, la première île conquise. Cependant l'idée de déplacer l'évêché à La Laguna a échoué à cause de la construction de la nouvelle cathédrale de Santa Ana à Las Palmas et du désir de l'oligarchie de Grande Canarie de préserver la stabilité et l'indépendance des autorités dont le siège se situait à La Laguna.
L'idée de partager le siège du diocèse entre Las Palmas et La Laguna n'a pas eu plus de succès et les demandes de création d'un nouveau diocèse précisent que sa compétence devrait couvrir les îles de l'ouest des Canaries.
D'autres tentatives ont eu lieu au cours des trois siècles suivants, mais sans succès en raison de l'opposition de l'évêque de Grande Canarie, seul évêque des îles Canaries à l'époque.
Aux XVIe siècle, XVIIe siècle et XVIIIe siècle, il y eut un essor de la vie contemplative et religieuse. À Tenerife, Pedro de San José Betancur et José de Anchieta, sont les premiers indigènes canariens à être déclarés saints par l'Église catholique et sont considérés comme deux des plus grands missionnaires d' Amérique latine. Une autre personnalité religieuse importante de la même époque et qui jouit également d'une réputation de sainteté est la religieuse Maria de León Bello y Delgado (La Siervita), dont le corps reste intact.

### Création du diocèse

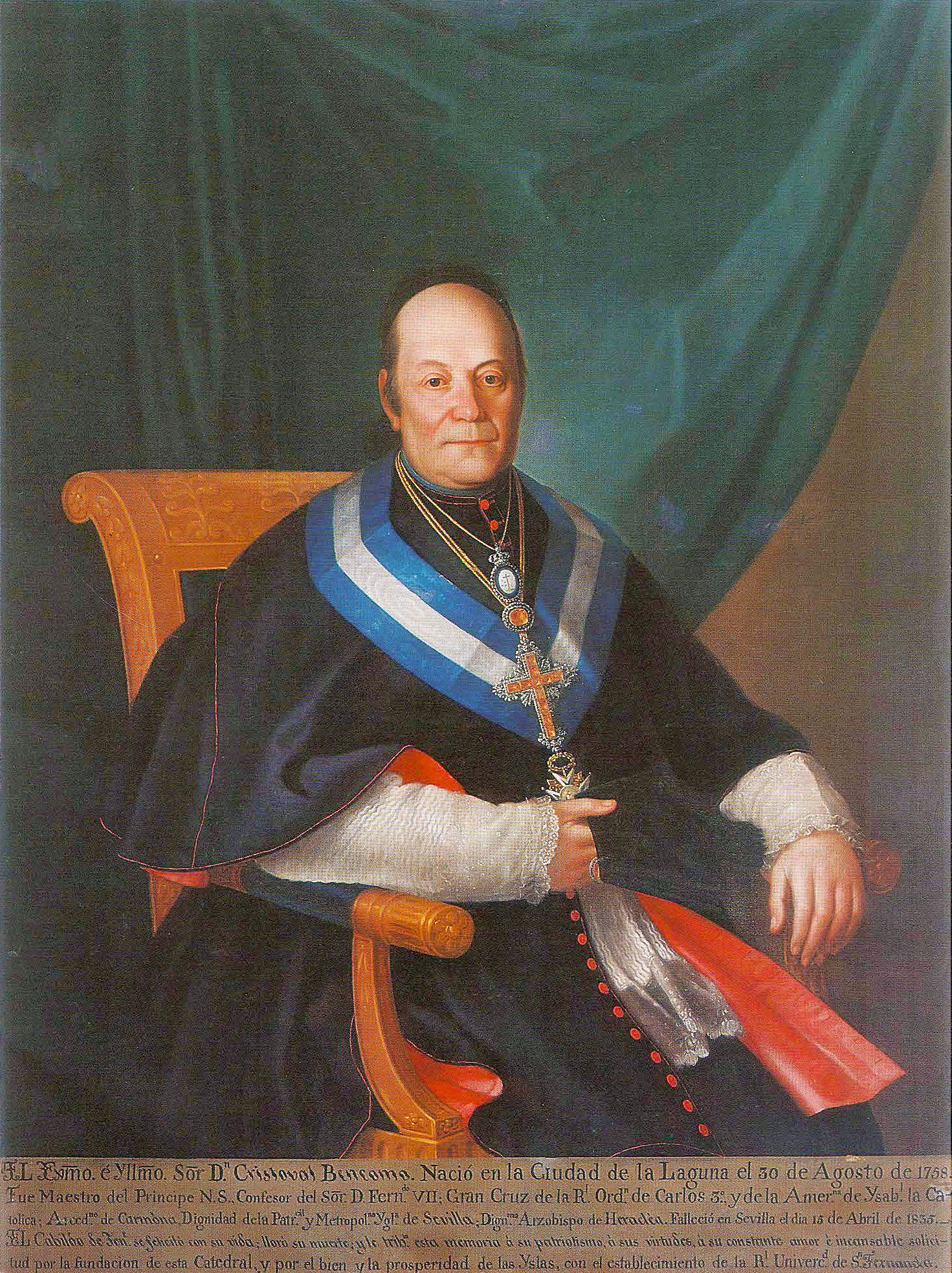
Don Cristóbal Bencomo y Rodríguez, confesseur du roi Ferdinand VII d'Espagne et archevêque d'Héraclée. Ce fut le grand promoteur de la création du diocèse de San Cristobal de La Laguna.

En 1818, le clergé et les autorités à Tenerife ont à nouveau demandé la création du diocèse au Saint-Siège avec le soutien du roi Ferdinand VII d'Espagne et reçoivent une réponse positive du Pape. Entre février et décembre 1819 le diocèse est institué par scission du diocèse des Canaries qui dirigeait tout l'archipel. 
Après plusieurs tentatives infructueuses de nommer un évêque, Ildefonso Joaquín Infante y Macías est nommé en 1877. Le prêtre Cristóbal Bencomo y Rodríguez, confesseur du roi Ferdinand VII et archevêque titulaire de Héraclée (de) a joué un rôle primordial dans cette création.

### De nos jours
En 1959, la Fondation des missionnaires Identès est fondée dans le diocèse. Elle est composée de missionnaires religieux et laïcs, célibataires ou mariés.
Entre 1998 et 1999, le diocèse a tenu son premier synode diocésain (Synode diocésain Nivariense), centré principalement sur la compréhension de IIe concile œcuménique du Vatican, l'entrée dans le troisième millénaire de la naissance du Christ avec un renouveau spirituel du diocèse et de donner une réponse aux profonds changements sociaux, politiques et culturels.
Le 23 janvier 2006, un incendie a mis fin à la casa Salazar, le siège épiscopal. Un bâtiment du XVIIe siècle, résidence de l'évêque à la fin du XIXe siècle. En 2009, il a été entièrement reconstruit.
L'actuel évêque, 13e du diocèse de San Cristóbal de La Laguna est Eloy Alberto Santiago]. Le diocèse compte environ 892 000 baptisés en 2014. C'est le diocèse des Canaries qui possède à la fois le plus grand nombre de prêtres (255), de diacres permanents (6) et de paroisses (312).

## Saints patrons
Le saint patron du diocèse de San Cristóbal de La Laguna est Notre-Dame des Remèdes (es). Les saints patrons secondaires sont : Ferdinand III de Castille et Élisabeth de Portugal. Pendant ce temps, la Vierge de la Candelaria (aussi vénéré dans ce diocèse), est la patronne des îles Canaries. Saint-Christophe est le saint titular (mais pas saint patron) du diocèse parce qu'il porte le nom de la ville, et inclut donc le nom de ce saint.

## Festivités
Le calendrier liturgique du diocèse, approuvé par le Siège apostolique, comprend les festivités suivantes:
- 2 février: Fête de Vierge de la Candelaria, patronne des îles Canaries – Solennité.
- 24 avril: Fête de saint Pierre de Betancur, laïc - Fête.
- 9 juin: Fête de saint José de Anchieta, prêtre – Fête.
- 15 juillet: Fête des béni martyrs de Tazacorte, martyrs – Mémoire obligatoire.
- 27 juillet: Fête de saint-Christophe, titulaire du diocèse, martyr – Solennité.
- 6 septembre: Fête de la dédicace de la cathédrale de San Cristóbal de La Laguna – Solennité (dans la cathédrale), Fête (dans le diocèse).

## Temples majeurs
- Cathédrale de La Laguna
- Basilique de la Candelaria

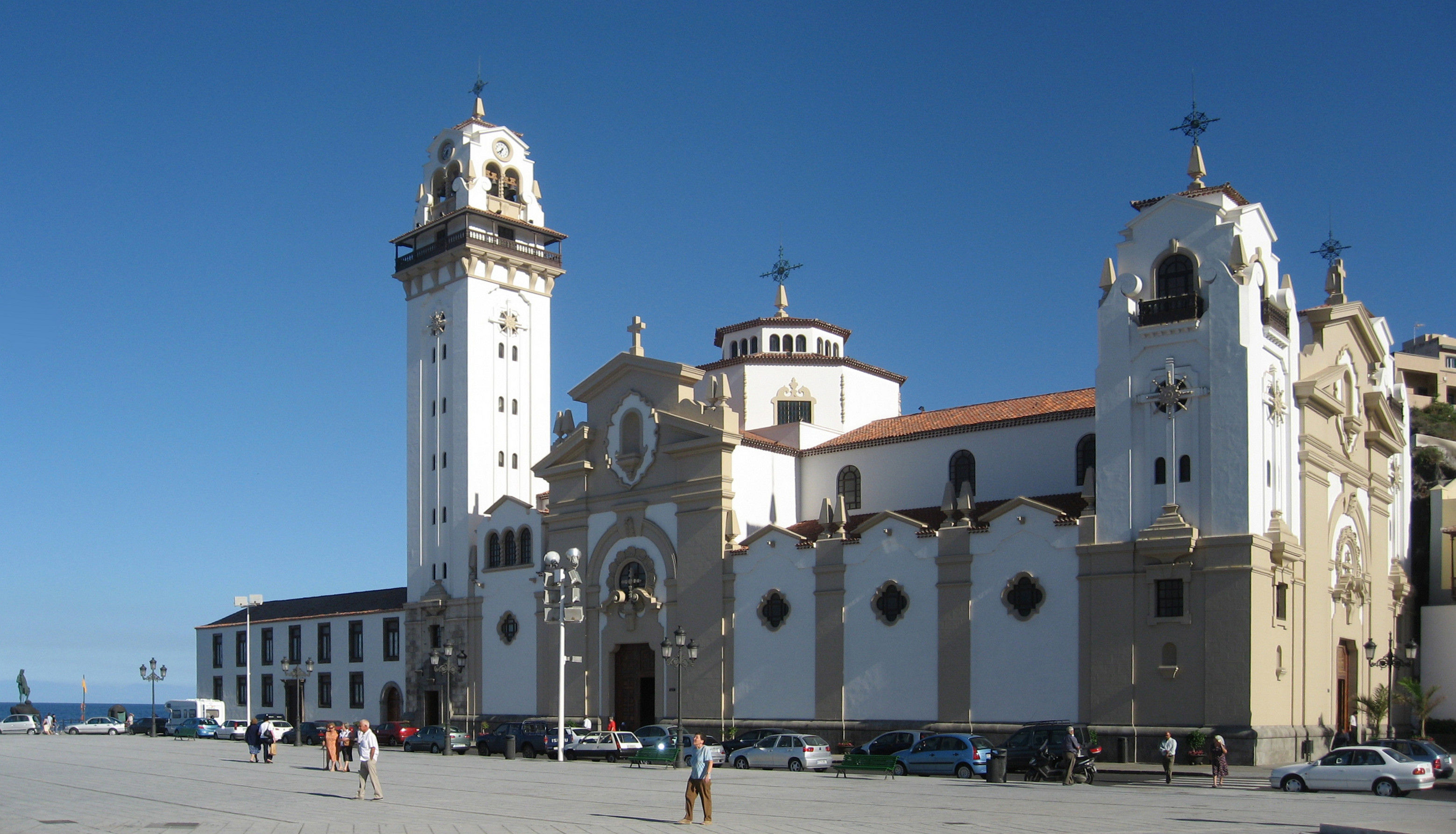
Basilique de la Candelaria

- Église de la Concepción (San Cristóbal de La Laguna)
- Église Nuestra Señora de la Concepción (Santa Cruz de Tenerife)
- Sanctuaire royal du Santísimo Cristo de La Laguna
- Église du Salvador de Santa Cruz de La Palma
- Église de la Asunción de San Sebastián de La Gomera
- Église de la Concepción de Valverde
- Real Santuario de Las Nieves de Santa Cruz de La Palma

## Évêques
- Luis Folgueras y Sión (1824-1848)
- Ildefonso Joaquín Infante y Macías, O.S.B. (1877-1882)
- Jacinto María Cervera y Cervera (1882-1885)
- Ramón Torrijos y Gómez (1887-1894)
- Nicolás Rey y Redondo (1894-1917)
- Gabriel Llompart y Jaume Santandreu (1918-1922)
- Albino González y Menéndez Reigada, O.P. (1924-1946)
- Domingo Pérez Cáceres (1947-1961)
- Luis Franco Cascón, C.SS.R. (1962-1983)
- Damián Iguacén Borau (1984-1991)
- Felipe Fernández García (1991-2005)
- Bernardo Álvarez Afonso (2005-2024)
- Eloy Alberto Santiago (2025-)

## Saints et Bienheureux
Le diocèse de Tenerife a des saints, des bienheureux et des vénérables de grande dévotion populaire, parmi lesquels:
- Saints:
  - Pedro de San José Betancur. Vilaflor (Tenerife) - (1626 - 1667). Missionnaire franciscain et fondateur de l'Ordre des frères de Bethléem. Il est le premier saint autochtone des îles Canaries.
  - José de Anchieta. San Cristóbal de La Laguna (Tenerife) - (1534 - 1597). Prêtre jésuite et missionnaire.

- Bienheureux:
  - Mártires de Tazacorte, de divers endroits au Portugal et en Espagne - (décédé en 1570). Frères et missionnaires ont martyrisé au large de La Palma, une île où ils jouissent d'une grande vénération, surtout à Tazacorte, bien qu'aucun d'entre eux ne soit vraiment originaire des Canaries, ils ont été inclus parmi les bienheureux du diocèse.
  - José Torres Padilla. San Sebastián de La Gomera (La Gomera) – (1811 - 1878). Religieux.

- Vénérables:
  - Maria de León Bello y Delgado. El Sauzal (Tenerife) - (1643 - 1731). Religieuse dominicaine et mystique.
  - Juan de Jesús. Icod de los Vinos (Tenerife) - (1615 - 1687). Frère franciscain et mystique.
  - María de San Antonio Lorenzo y Fuentes (es). Garachico (Tenerife) - (1665 - 1741). Religieuse dominicaine et mystique.
  - María Justa de Jesús. La Victoria de Acentejo (Tenerife) - (1667 - 1723). Religieuse franciscaine et mystique.